# Postrach nocy (film 2011)
Postrach nocy (tytuł oryg. Fright Night) – amerykańsko-indyjski film fabularny (hybryda horroru i czarnej komedii) z 2011 roku, wyreżyserowany przez Craiga Gillespie, nakręcony w 3D. Remake kultowego horroru Postrach nocy z 1985.

## Opis fabuły
Nastolatek Charley Brewster przekonuje się, że jego sąsiad, z pozoru sympatyczny Jerry Dandrige, jest wampirem. Gdy jego ostrzeżenia przed groźną strzygą nie zostają wzięte na poważnie, postanawia, że sam musi uchronić swoją okolicę przed żerującą na niej bestią.

## Obsada
- Anton Yelchin − Charley Brewster
- Colin Farrell − Jerry Dandrige
- Imogen Poots − Amy Peterson
- Toni Collette − Jane Brewster
- David Tennant − Peter Vincent
- Christopher Mintz-Plasse − „Evil” Ed Lee
- Dave Franco − Mark
- Sandra Vergara − Ginger
- Lisa Loeb − Victoria Lee
- Chris Sarandon − Jay Dee
- Reid Ewing − Ben
- Emily Montague − Doris
- Will Denton − Adam
- Grace Gillam – Bee
- Chelsea Tavares – Cara
- Brian Huskey – Rick

i inni.